# Daniel Powter (album)
Daniel Powter este al treilea album al interpretului și compozitorului canadian Daniel Powter, lansat pe 26 iulie 2005 în Canada și pe 4 aprilie 2006 în SUA. Albumul a debutat pe locul 9 în Billboard 200 cu 89,213 de copii vândute în acea săptămână. Din 26 iulie 2006, Daniel Powter s-a vândut cu 464,136 copii în Statele Unite. Albumul a debutat pe tabelele japoneze Oricon, pe un loc foarte jos(locul 242). Totuși albumul s-a ridicat și a ajuns pe locul 4. Albumul a ocupat locul 18 în Japonia cu 583,611 de copii vândute și ca cel mai bine vândut artist vestic din tabelele anuale.

## Lista pieselor
- "Love You Lately" (Piesă bonus numai în ediția specială)
- "Song 6" – 3:30
- "Free Loop" – 3:48
- "Bad Day" – 3:54
- "Suspect" – 3:56
- "Lie to Me" – 3:25
- "Jimmy Gets High" – 3:40
- "Styrofoam" – 3:34
- "Hollywood" – 3:34
- "Lost on the Stoop" – 4:09
- "Give Me Life" – 3:35
- "Stupid Like This" (Piesa Bonus disponibilă în Japonia)

## Single-uri
1. Bad Day
2. Free Loop
3. Jimmy Gets High
4. Lie To Me
5. Love You Lately